# Spolek českých bibliofilů
Spolek českých bibliofilů v Praze (SČB) je sdružení sběratelů a tvůrců bibliofilských knih a soukromých tisků založené roku 1908 a nepřetržitě působící dodnes. Zaměřuje se na problematiku knihy jako uměleckého, bibliofilského díla, na typografii, uměleckou grafiku a knižní vazbu.
SČB jednou ročně pořádá valnou hromadu svých členů, pro které vydává jinak neprodejné knižní prémie a subskripční tisky, a také připravuje setkávání u příležitosti kulturních jubileí, výstav nebo návštěv u osobností současného uměleckého života se vztahem ke krásné knize.
Od roku 1973 vydává dvakrát ročně Zprávy Spolku českých bibliofilů v Praze, před valnou hromadou vydává bulletin Informace SČB s aktuálními sděleními výboru členům. Spolupracuje s institucemi podobného zaměření, především s Památníkem národního písemnictví, se Spolkem sběratelů a přátel exlibris a Sdružením českých umělců grafiků Hollar Praha.
Platné spolkové stanovy jsou otištěny ve Čtvrté příručce Spolku českých bibliofilů (2013) a na webové stránce SČB.

## Stručný přehled dějin Spolku českých bibliofilů
SČB 1908–1948
V roce 1907 přinesl měsíčník Česká osvěta veřejný podnět bibliofila Josefa Nováčka (1880–1957), aby se ustavila společnost bibliofilů a přátel grafiky, která by pospolitou prací vytvářela bibliofilské edice, na jaké vydavatelsky nestačí jednotlivec a které by měly být reakcí na všeobecný úpadek knihtisku českých nakladatelů.
Ustavující valná hromada SČB se konala 30. března 1908 v místnostech Technologického muzea Obchodní a živnostenské komory v Praze. Mezi zakladatelské osobnosti SČB od prvních let jeho existence patřili umělecký historik a spisovatel František Táborský, kulturní publicista a soukromý vydavatel Karel Jaroslav Obrátil, moderní typografové Karel Dyrynk, Vojtěch Preissig, V. H. Brunner a Oldřich Menhart.
Český a moravský knihomilský život se od té doby začal společensky rozvíjet, byla založena tradice každoročních sjezdů bibliofilů na valné hromady, k nimž byly zvlášť vydávány soukromé a darovací tisky, a o tématu bibliofilie se diskutoválo publikačně: ve Věstníku SČB (1934–1951 a 1962–1964 s názvem Marginalie), v letech 1931–1945 v reprezentativních sbornících Český bibliofil nebo v časopise knižní kultury Vitrinka (1923–1934).
SČB z iniciativy Arna Sáňky (1892–1966) od roku 1928 do roku 1941 pořádal Soutěž SČB o nejkrásnější knihy roku, ze které postupně vzešly celostátní soutěže Československé nejkrásnější knihy (1965–1990) a Nejkrásnější české knihy roku (1992–dosud), ve které SČB od roku 2008 udílí Cenu Vojtěcha Preissiga.
SČB 1949–989
Ve změněných politických podmínkách Československé republiky a se zánikem soukromého podnikání a spolčování po r. 1948 vznikla nová situace rovněž pro existenci SČB, odkázaného od r. 1950 organizačně i vydavatelsky na ediční symbiózu s nakladatelstvím Československý spisovatel a s Památníkem národního písemnictví (1961–1992), a na utilitární typografickou práci centralizovaných státních tiskáren. Oproti tomu ale každý z výborů SČB v tomto období oslovoval ke spolupráci umělecké osobnosti, žijící klasiky typografie a ilustrační tvorby: Method Kaláb, Oldřich Menhart, Rudolf Hála, Zdenek Seydl, Josef Sonberg, Bohuslav Blažej, Martin Dyrynk; Ludmila Jiřincová, Cyril Bouda, Pavel Šimon, Václav Sivko, Karel Svolinský, Kamil Lhoták, Adolf Born, Jaroslav Šerých, Vladimír Komárek, Milan Albich, Ota Janeček, Vladimír Suchánek, Jiří Anderle, Pavel Roučka, Zdeněk Mézl, Mikoláš Axmann, Michael Rittstein ad.
V roce 1966 byl vydán první svazek sborníku SČB Marginálie, následovaný dalšími svazky ročníků 1968, 1969–1970, 1980, 1985, 1988, 1990, 2010 a 2012.
SČB 1990 – dosud
Od roku 1992 SČB jednak jako již samostatný spolkový subjekt svobodně navazuje na svůj historický odkaz a uměleckou tradici, jednak reaguje na polygraficko-technologický vývoj a český knižní trh počátku 21. století. Účastní se výstav v České republice a zahraničí, pořádá přednášky, věnuje se problematice řemeslné a výtvarné kultury české knižní produkce. Ve svém periodiku Zprávy Spolku českých bibliofilů se soustavně zabývá tématy výtvarného umění a literatury se vztahem k dějinám a současnosti knižní kultury. Až do svého úmrtí v roce 2019 se Martin Dyrynk staral o spolkovou edici drobných tisků dosud nepublikovaných textů Pupilla – těchto bibelotů vyšlo celkem čtyřicet jedna svazků (1988–2019).
SČB pokračuje v tradici úzké spolupráce s předními grafickými tvůrci pro úpravu a ilustraci svých edic, tisk pamětních listů, novoročenek a pozvánek. Dochází mezi nimi k průběžným generačním obměnám: Karel Demel, Josef Liesler, Jaroslav Hořánek, Jiří Kolář, Jaroslav Sůra, Jaroslav Dajč, Alena Bílková, Jindřich Zeithamml, Karla Ryvolová, Miloslav Moucha ad.

## Vydavatelská činnost
Edice SČB do roku 2007 jsou popsány v jubilejním sborníku Spolek českých bibliofilů: krásné tisky ve vztahu k české knižní kultuře 1908–2008. Od roku 2008 SČB pro své členy vydal:
- Marginálie 2010 (2010)
- Nepublikované dopisy Františka Kupky Vojtěchu Hynaisovi (2010)
- Ženo, jejíž klín vyčerpává můj mozek!: výbor z díla Emmericha Aloise Hrušky (2011)
- Marginálie 2012 (2012)
- Čtvrtá příručka Spolku českých bibliofilů (2013)
- Bedřich Beneš Buchlovan: Zajatec Armidy aneb Má přemilá krasopaní Knihoslava (2018)
- Milostná poesie v překladech Miroslava Macka (2019)
- Karel Dyrynk: Písma Josefa Váchala (2020)

Knihovna bibliofila
- Josef Čejka a Gustav Erhart: Slovník bibliofila (2016)

Inventa (edice subskripčních tisků SČB)
- Stéphane Mallarmé: Igitur čili Elbehnonovo šílenství (2016)
- Zdeněk Řezníček: Žernovy zítřků (2017)
- Josef Čejka: Přespolní (2017)
- Édouard Dubus: Když housle umlknou. Quand les violons sont partis (2019)

Subskripce mimo pořadí
- Josef Koutecký: Adolf Born trochu u nás a trochu jinde (2014)
- Martin Dyrynk: Bohumil Žemlička (2016)

Přílohy Zpráv SČB
- Ladislav Lamač: Chvála překladů (2019)
- Josef Šuchman: Moudrá sova. Přehledy kde hledat (2020)

## Předsedové SČB
- František Táborský, prof. Dr. h. c., 1908–1912
- Ing. František Khol, 1912–1924
- František Táborský, prof. Dr. h. c., 1924–1927
- JUDr. Jaromír Rašín, 1928
- PhDr. Josef Volf, 1929–1937
- PhDr. Jan Thon, 1938
- Karel Zink, 1939–1942
- PhDr. Karel Herain, 1943–1947
- PhDr. Miloslav Novotný, 1948–1959
- Arno Sáňka, 1960–1963
- Karel Zink, 1964–1966
- prof. MUDr. Jaromír Tesař, DrSc., 1967–1976
- prof. PhDr. František Dvořák, DrSc., 1977–1994
- PhDr. Pravoslav Kneidl, 1994–2004
- Martin Dyrynk, 2004–2016
- JUDr. Petr Ladman, 2016– (dosud)

## Fotogalerie

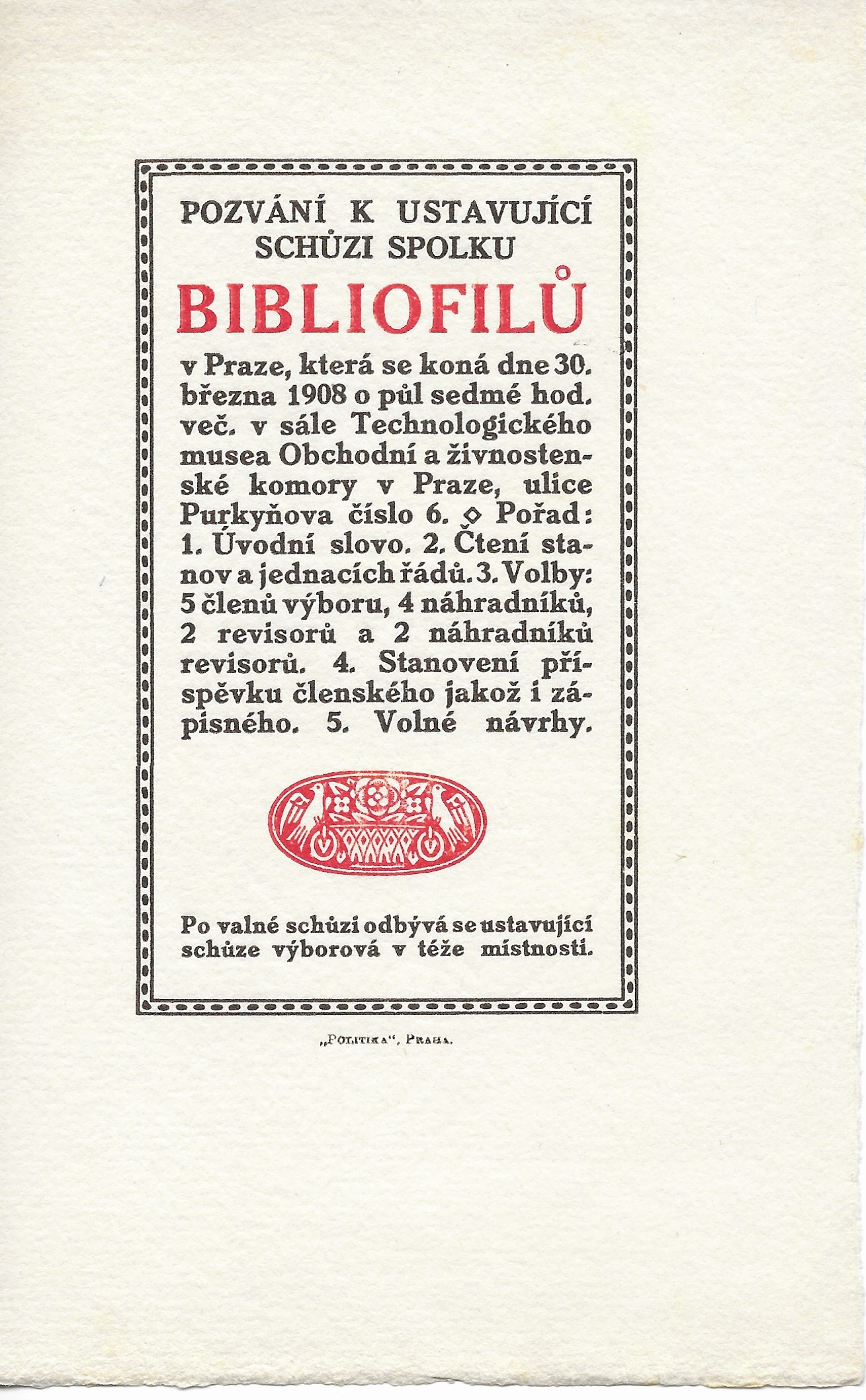
Pozvánka k ustavující schůzi SČB
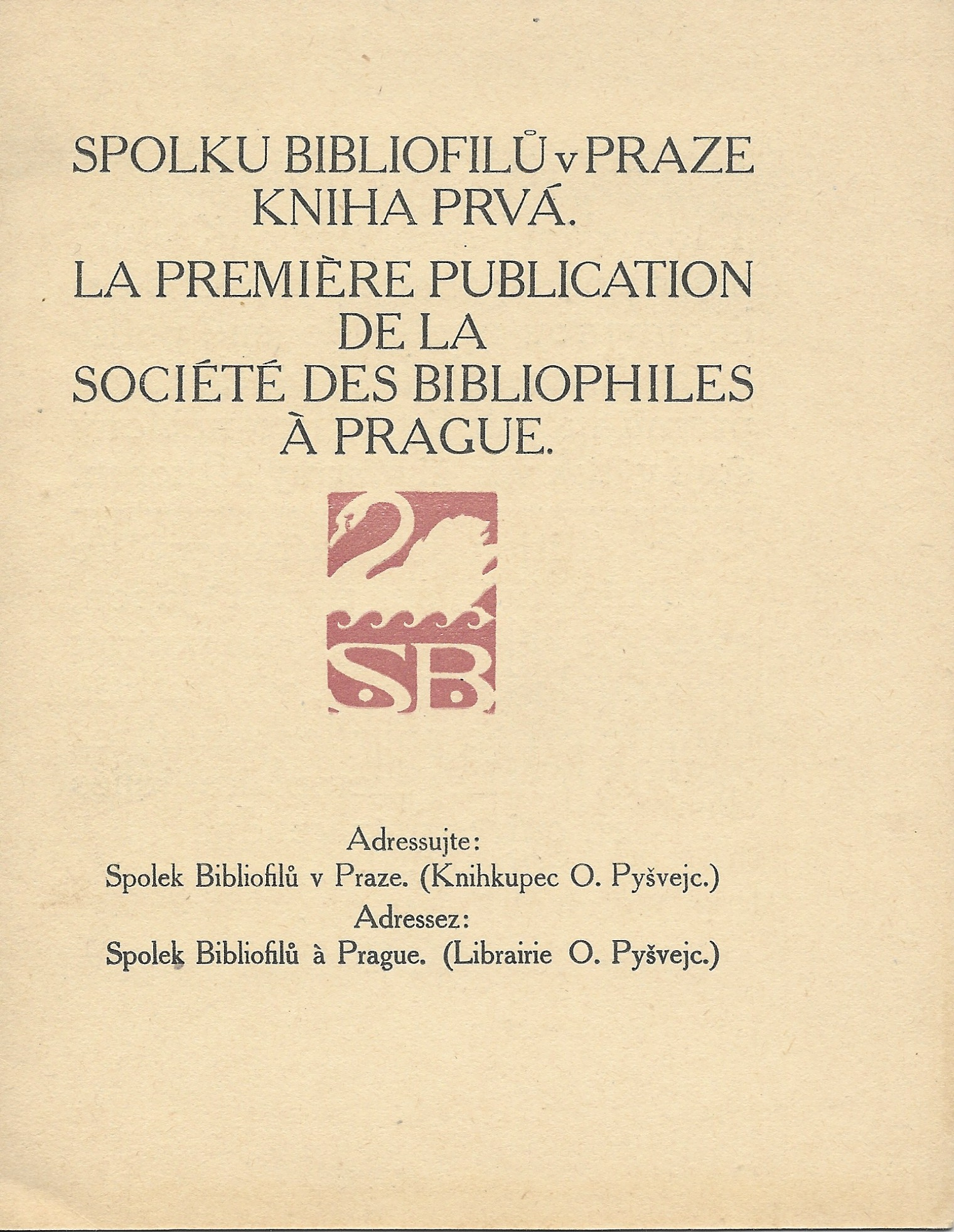
Mezinárodní prospekt SČB (titulní stránka)

### Periodika
- Zprávy Spolku českých bibliofilů v Praze. Praha: Spolek českých bibliofilů, 1973– . ISSN 2464-5508.
- SČB: dopis výboru Spolku českých bibliofilů v Praze členstvu. Praha: SČB, 1960–1972. ISSN 2464-5494.
- Zprávy Spolku českých bibliofilů. Praha: Spolek českých bibliofilů, 1951–1959. ISSN 2464-5486.